# فؤاد زبادي
فؤاد زبادي هو موسيقار مغربي من مواليد 1955 لأسرة محافظة ومتدينة بمدينة مكناس بالمغرب. يشتهر برخامة صوته القوية وٱتساع طبقاته ما يمكنه من أداء أصعب القطع الموسيقية كما ٱشتهر فترة طويلة بأدائه لأغاني سيد الموسيقى المصرية محمد عبد المطلب ، ما أكسبه شهرة واحتراماً لدى النخبة الثقافية والفنية المصرية.

كان والده الحاج علال زبادي عاشقاً للفن، متخصصاً في جمع آلات التسجيل والأغاني القديمة. أما جد أمِّه الحاج بن عيسى، فكان من منشدي فنّ الملحون التراثي المغربي ما جعله يبرز إستعداداً للغناء وحساسية فنية في سن مبكرة  تشبع خلالها بالطرب المغربي القديم لعباقرته آنذاك من أمثال محمد فويتح، وأحمد البيضاوي، والمعطي بن قاسم، وإسماعيل أحمد، وعبد الهادي بلخياط، والفنان وديع الصافي في فئة الموشحات مروراً بالأستاذ صباح فخري. فبالموازاة مع دراساته الجامعية في العلوم الطبيعية بفرنسا، أدرك زبادي ولعاً وشغفاً شديداً بالفن ما دفعه لتكريس نفسه كليا للموسيقى. حيث صرح لإحدى الصحف المغربية قائلاً:
| فؤاد زبادي | {{{1}}} | فؤاد زبادي |

شارك فؤاد زبادي في العديد من الحفلات الموسيقية والمهرجانات المرموقة مثل: حفلات دار الأوبرا المصرية، مهرجان المدينة تونس سنة 1999 و2000، مهرجان الرباط عام 2000، مهرجان الرشيدية، مهرجان وليلي الدولي، مهرجان موازين .. ايقاعات العالم، مهرجان جرش في الأردن، وستار أكاديمي المغرب العربي بحضور الفنان وديع الصافي، الذي ٱنبهر بأدائه الرائع. كما سجل العديد من الأعمال في الإذاعة والتلفزيون بالعالم العربي، إضافة إلى مشاركته في العديد من المهرجانات الخيرية، لعل أبرزها الحدث الفني الكبير تضامناً مع الشعب اللبناني والفلسطيني الذي نظم بساحة الهديم بمسقط رأسه مدينة مكناس، بمشاركة ضخمة لعدد من الفنانين المغاربة والعالميين 
في 14 أبريل 2007 تم تكريمه الموسيقار بمسقط رأسه مكناس، بالمغرب خلال أمسية جماهيرية كبيرة تسمى «نغمة وأتاي» بتث على القناة الأولى المغربية، بحضور عدد من الضيوف أبرزهم الممثلة المصرية هالة صدقي، الممثلة المغربية حنان الإبراهيمي، المخرج المغربي حميد بناني، والفنانين المغربيين نادية أيوب والفنانة المكناسية حياة بوخريص.

## جوائز
- 1983 : أحيى حفلا جماهيرياً بمناسبة عيد العرش نظّمته الجالية المغربية المقيمة في باريس.
- 1988 : أول ظهور له على التلفزيون المغربي بأغنية مغربية «معذورين».
- 1996 : مشاركته لأول مرة في حفل «المهرجان الخامس للأغنية العربية» بالقاهرة في دار الأوبرا المصرية «كضيف المهرجان السادس»
- 1999 : مشاركته الثانية في «المهرجان الثامن للأغنية العربية» بالقاهرة في دار الأوبرا المصرية.
- 2000 : حصل على جائزة لجنة التحكيم في مهرجان القاهرة الدولي للأغنية، من يد وزير الخارجية المصرية الأسبق، والأمين العام لجامعة الدول العربية السابق عمرو موسى.
- 2012 : تكريم المطرب بدرع تذكارية قبل انطلاق فعاليات مهرجان الكويت بمسرح متحف الكويت الوطني من قبل الأمين العام للمجلس الوطني للثقافة والفنون والآداب المهندس علي اليوحة.
- 2014 : ضيف شرف مهرجان جمعية الشموع بمدينة تطوان في دورته الثانية وتكريمه بدرع المهرجان من رئيس الجمعية عبد الحميد المرابط.[7]

## مقالات ذات صلة
- موسيقى مغربية
- العلمي الزبادي

## وصلات خارجية
- الفنان المغربي فؤاد الزبادي اطرب الناس منذ صغره
- فؤاد الزبادي يمثل المغرب إلى جانب كريمة الصقلي في مهرجان الموسيقى العربية بالقاهرة
- فؤاد الزبادي يعانق جمهوره بتطوان ويطربه بأعذب الألحان
- فؤاد زبادي يُحيي «أمسية رمضانية» في بيروت: حين ينتزع الآهات من الأعماق
- فؤاد زبادي.. للمغاربة أن يفتخروا بتراثهم الفني
- دون أدنى رصيد غنائي خاص: فؤاد زبادي سفير الطرب العربي الأصيل
- فؤاد زبادي... ساكن في حي الكويت
- فؤاد زبادي يطرب الجمهور في خان الإفرنج